# Macromesus huanglongnicus
Macromesus huanglongnicus är en stekelart som beskrevs av Yang 1996. Macromesus huanglongnicus ingår i släktet Macromesus och familjen puppglanssteklar. Inga underarter finns listade i Catalogue of Life.